# 朱道相
朱道相，字佐卿，號瀚麓，江西吉安府万安县人。明朝政治人物、進士出身。

## 生平
萬曆十三年（1585年）乙酉科江西鄉試舉人，十七年（1589年）登己丑科三甲174名進士，吏部觀政，十八年二月授福建浦城知县，二十一年调嘉兴，二十三年降長蘆運司經歷，二十五年升浙江温州府推官，三十一年升大理寺左评事，三十四年升右寺副，三十五年升寺正，三十六年升处州府知府。官至云南按察副使。当司理东甌，寇平民治。出守括苍，赈饥荒，戢土棍，勋猷懋著。崇祯间，举贤廉，祀名宦。

## 家族
曾祖朱時嘉。祖父朱会俊。父朱運用。